# Friedrich Bär

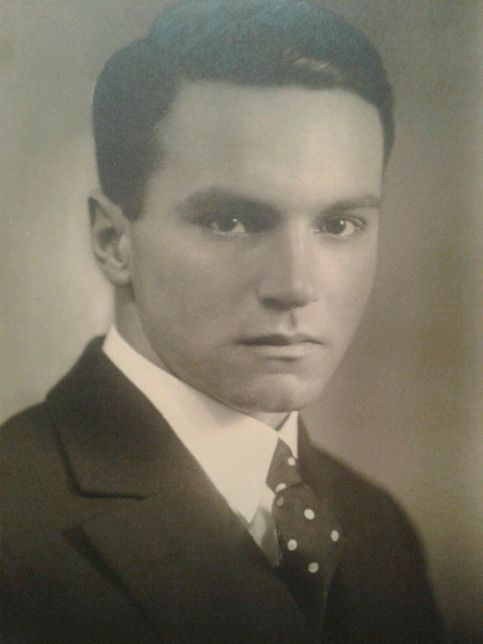
Portraitbild von Friedrich Bär (Heidelberg, ca. 1934)

Friedrich „Fritz“ Bär, auch Friedrich Baer (* 11. Juni 1908 in Meran, Südtirol; † 22. Januar 1992 in Berlin-Wilmersdorf), war ein österreichisch-deutscher Chemiker, Mediziner und Hochschullehrer.

## Leben

### Herkunft und Familie
Friedrich Bär wurde 1908 in Südtirol als Sohn des Augenarztes und späteren Vizebürgermeisters von Meran Josef Alois Karl Bär (1874–1952) und der Magdalena (Magda) Maria (* 9. Oktober 1884 in Franzensfeste, Südtirol; † 1971), der jüngsten Tochter von Franz Landtmann, geboren. Sein Bruder war der spätere Leiter der Bregenzer Festspiele Ernst Bär (1919–1985). Friedrich Bär entstammte der Familie Beer, die sich später u. a. in Andelsbuch niedergelassen hatten. Nach dem Tod des Vaters übersiedelte die Mutter von Meran nach Bregenz, wo in der Region ein Großteil der Familie Bär lebte.
Friedrich Bär war ab 1939 mit Gerda Pauling (1915–2010) verheiratet. Das Paar bekam fünf Kinder. In Berlin wohnte er die letzten Lebensjahre im Haus in der Humboldtstraße 13, das der Familie Pauling gehörte.

### Wissenschaftliche Laufbahn
Friedrich Bär wuchs in Meran auf, wo er auch zur Schule ging. Er studierte erst Chemie in Innsbruck, München und Freiburg und promovierte schließlich 1935 beim späteren Nobelpreisträger Richard Kuhn in Heidelberg. Er erhielt von 1934 bis 1936 ein DFG-Stipendium, um am Kaiser-Wilhelm-Institut für medizinische Forschung in Heidelberg zu forschen. Anschließend wechselte er an das Robert Koch-Institut nach Berlin und wurde dort ab 1940 wissenschaftliches Mitglied. Er habilitierte sich 1946 bei Hans Schlossberger am Lehrstuhl für Hygiene der Universität Jena, mit dem er auch gemeinsam veröffentlichte, promovierte dort 1950 zum Doktor der Medizin und blieb bis Mitte 1950 in Jena.
Aufgrund der Gründung der DDR floh Friedrich Bär mit seiner Familie nach West-Berlin. Er fand eine Anstellung am Max von Pettenkofer-Institut des Bundesgesundheitsamtes in Berlin-Dahlem und wurde dort zum Professor für die Abteilung Physiologie und Pharmakologie ernannt. Später war er Leiter der Abteilung Toxikologie.
Im Jahr 1953 wurde er Privatdozent für Lebensmittelchemie und später auch für Ernährungshygiene an der Technischen Universität Berlin und lehrte dort in dieser Funktion bis 1969.
Bis 1975 war er noch am Max von Pettenkofer-Institut tätig. Sein Nachfolger am Max von Pettenkofer-Institut war Hartmut Uehleke.
Friedrich Bär starb 1992 im Alter von 83 Jahren in Berlin-Wilmersdorf. Sein Grab befindet sich auf dem Kaiser-Wilhelm-Gedächtnis-Friedhof in Berlin-Westend.

## Wissenschaftliche Bedeutung

### Arbeiten bei Richard Kuhn
Friedrich Bär hatte gemeinsam mit Richard Kuhn 1934/35 experimentelle Ergebnisse veröffentlicht. Folgende bekannte Wissenschaftler haben als Beispiel in ihren Büchern auf diese Arbeiten referenziert:
- 1936: Friedrich Weygand[11]
- 1944: Leopold Ruzicka, Wilhelm Otto Stepp, Edward Mellanby[12]
- 1957: Walter Hückel[13]
- 1960 in Chemische Technologie: Karl Winnacker, Leopold Küchler[14]
- 1963 in Encyklopädie der technischen Chemie: Fritz Ullmann, Wilhelm Foerst[15]
- 1965: Josef Houben, Eugen Müller und Theodor Weyl[16]
- 1975: Leopold Gmelin[17]

### Arbeiten bei Hans Schlossberger
1937 führte er medizinisch-pharmakologische Experimente durch, die 1938 zu der gemeinsamen Veröffentlichung mit Hans Schlossberger führten. Dabei stellte Friedrich Bär experimentell fest, dass durch Prontosil Mäuse, die mit Lymphogranuloma inguinale infiziert wurden, der Krankheitsverlauf und die Sterblichkeit von üblicherweise 6–10 Tagen nach Auftreten der typischen Symptome positiv beeinflusst werden konnte. Diese Erkenntnisse waren Grundlage für weiterführende Arbeiten auf dem Gebiet der Sulfonamidpräparate.
Die Experimente führte er auch mit Vergleichsstoffen, wie Sulfapyridin und Sulfathiazol, durch und gelangte zur Aussage, dass das Uliron (Diseptale A) das wirksamste Präparat der Reihe war. Die für das Experiment eingesetzten Vergleichsstoffe waren Grundlage für Folgeforschung anderer Wissenschaftler, wie John Callomon. Nach wurden durch Friedrich Bär 10 Vergleichsstoffe untersucht.
Ebenso konnte durch die Experimente ermittelt werden, dass das Virus noch lange Zeit im Gehirn infizierter Affen und Mäuse nachweisbar ist. Darauf basierend führte er weitere Experimente mit anderen viralen Krankheitserregern durch.

### Einsatz von Pflanzenschutzmitteln
Friedrich Bär wies in seinen Veröffentlichungen immer auf die Risiken beim Einsatz von Pflanzenschutzmitteln auf Nahrungsmittel hin. In einem Spiegel-Beitrag zum Einsatz von Pflanzenschutzmitteln bei der Nahrungsmittelherstellung äußerte er bereits 1973 seine Bedenken, die Grenzwerte anhand von rechnerischen Werten einem maximalen Toleranzwert anzugleichen ohne den Einfluss von „Rückstandsmengen“ auf den Konsumenten zu berücksichtigen.
Bär war in der Kommission für Pflanzenschutz-, Pflanzenbehandlungs- und Vorratsschutzmittel der Deutschen Forschungsgemeinschaft (DFG). 1975 legte er gemeinsam mit elf weiteren namhaften Toxikologen für die DFG eine Denkschrift Toxikologie auf, die bis jetzt als fortlaufende Veröffentlichung herausgegeben wird.

### Weitere wissenschaftliche Themen
In seiner Laufbahn tätigte Friedrich Bär zahlreiche, rezitierte Veröffentlichungen zu den Themen:
- Gesundheitsgefährdung von Menschen und Tieren durch Insektizide,[25][26][27] Rückständen und Nachweis von Insektiziden in Lebensmitteln[28][29]
- Ernährungshygiene[30][31]
- Kunststoffe in der Medizin und im Rahmen des Lebensmittelgesetzes[6]

Er trat auch als Sachverständiger für die DFG und im deutschen Bundestag, z. B. 1971 zum Thema Luftverschmutzung und deren Gefahren im Zuge des Benzinbleigesetzes, auf.
Im Jahr 1974 widmeten ihm sein Promovent Christhard Böhme und der spätere Professor Werner Grunow zum 65. Geburtstag eine Veröffentlichung im Archives of Toxicology.

## Werke (Auswahl)
- Gemeinsam mit Richard Kuhn zur Wanderung von Wasserstoff in Liebigs Ann. Chem. 516, 143, 1925
- Gemeinsam mit Richard Kuhn zu Experimente zu Hydroxylgruppen, Berichte der Deutschen Chemischen Gesellschaft, 67, 898, 1934
- Gemeinsam mit Richard Kuhn zu Chinophthalone in Liebigs Ann. Chem. 516, 155, 1935
- Chemotherapeutische Versuche bei der experimentellen Infektion der Maus mit Lymphogranuloma venereum. In: Klinische Wochenschrift 17, 1938
- Erfahrungen und Ergebnisse über die chemotherapeutischen Beeinflussbarkeit des Lymphogranuloma inguinale und andere Virenerkrankungen. In: Zeitschrift für Immunitätsforschung 97, 1940
- Chemotherapeutische Versuche mit Penicillin, Zeitschrift für Hygiene und Infectionskrankheiten, Band 129, Verlag Von Veit & Comp., 1949, S. 2 ff.
- Chemotherapie der Trypanosomeninfeklionen, Chemisches Zentralblatt, Band 120, Teil 1, S. 322 ff.
- Habilitationsschrift: Ueber die Möglichkeit der therapeutischen Beeinflussung neurotroper Virusarten: Chemotherapeutische Versuche bei der experimentellen Infektion der Maus mit "Louping ill" (Springkrankheit der Schafe), Jena, 1950
- Antivitaminwirkung von Pflanzenstoffen, Planta Medica, 2(1), 1954, S. 23–28
- Schädlingsbekämpfungsmittel, ihre Einwirkung auf Lebensmittel und ihr Nachweis. In: Zeitschrift für Lebensmittel-Untersuchung und -Forschung, Volume 105, Issue 2, 1957, S. 104–121
- Gemeinsam mit K. Raible: Allgemeine Untersuchungsverfahren und Laboratoriumstechnik, Zeitschrift für Lebensmittel-Untersuchung und Forschung, Volume 105, Issue 2, 1957, S. 129–129
- Gemeinsam mit Günter Scheibe, K. E. Schulte, Oelkers, Karl-Ernst Quentin: Grenzgebiete der Lebensmittelwissenschaft, Zeitschrift für Lebensmittel-Untersuchung und Forschung, Volume 108, Issue 1, 1958, S. 75–76
- Gemeinsam mit F. Griepentrog: Die Situation in der gesundheitlichen Beurteilung der Aromatisierungsmittel für Lebensmittel, Medizin und Ernährung, Bände 7–8, Pallas-Verlag, 1966, S. 244–250
- Gemeinsam mit R. Roll: Untersuchungen über die teratogene Wirkung von Hydroxyharnstoff während der frühen und embryonalen Entwicklung der Maus, Archiv für Toxikologie, Volume 25, Issue 2, 1969, S. 150–168
- Die hygienisch-toxikologische Bewertung im Rahmen des Lebensmittelgesetzes in Beziehung zur Umwelttoxikologie, Deutsche Lebensmittel-Rundschau, Wissenschaftliche Verlagsgesellschaft, 1971, S. 389 ff.
- Gemeinsam u. a. mit Wolfgang Bruns, Hans-Jürgen Hapke, Dietrich Henschler, Otto Rudolf Klimmer, Herbert Remmer, Wolfgang Wirth: Denkschrift Toxikologie, Deutsche Forschungsgemeinschaft, Harold Boldt Verlag KG, Boppard, 1975

## Auszeichnung
- 1973: Bundesverdienstkreuz 1. Klasse der Bundesrepublik Deutschland[7]